# Guldrushen i Klondike

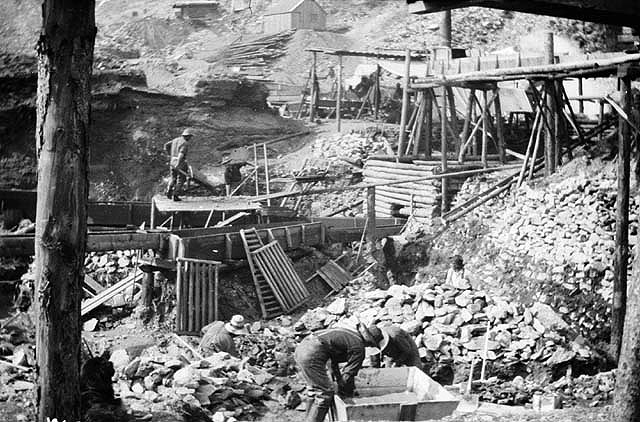
En typisk guldgruvedrift, på Bonanza Creek.

Guldrushen i Klondike är den immigration av guldletare längs med Klondikefloden nära Dawson City under slutet av 1800-talet, då guld upptäckts i området. Dawson City ligger i Yukonterritoriet i nordvästra Kanada, och guldrushen kallas ibland även Guldrushen i Yukon.

## Upptäckten

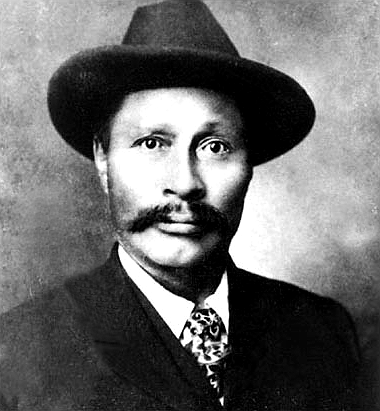
Keish (Skookum Jim Mason)

I augusti 1896 vandrade tre män ledda av indianen Skookum Jim Mason norrut, nerför Yukonfloden från området kring staden Carcross, för att leta efter hans syster Kate och hennes make George Carmack. Sedan gruppen hittat George och Kate, som fiskade lax i Klondikefloden stötte de på Nova Scotia-bon Robert Henderson som hade letat guld i Indian River, strax söder om Klondikefloden. Henderson berättade för George Carmack om var han grävde, och att han inte ville ha några indianer i närheten. Den 16 augusti 1896 hittade Skookums följe rika guldfyndigheter i Bonanza Creek i Yukon. Det är inte känt vem som gjorde den ursprungliga upptäckten, men den officiella guldupptäckaren var George Carmack, eftersom marken registrerades (inmutades) på honom.

## Rushen börjar

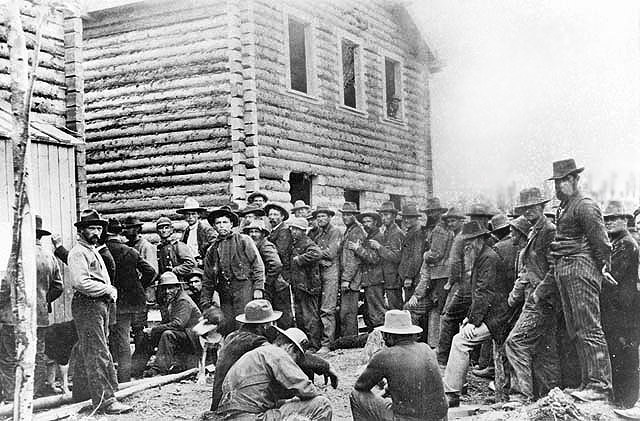
Guldgrävare väntar på att få registrera sina grävområden.

Nyheterna spreds snabbt till andra guldgrävarsamhällen i Yukonflodens dalgång. Området där guld först hittades hette från början Rabbit Creek, men döptes om till Bonanza Creek eftersom området drog till sig extremt mycket människor i jakt efter guld. Området registrerades tämligen omgående av guldgrävare som tidigare arbetat omkring Fortymile River och Stewart River. Myten uppger att Robert Henderson, en annan guldgrävare som letade bara några få kilometer bort, inte hörde om upptäckten förrän alla lukrativa områden redan hade registrerats.
Nyheten nådde USA i juli 1897, då de första lyckosamma guldgrävarna anlände till San Francisco den 15 juli och i Seattle den 17 juli, vilket ledde till att rushen tog fart på riktigt. 1898 hade invånarantalet omkring Klondike nått 40 000, vilket riskerade att orsaka en svältsituation.
Dawson City, som grundades av guldgrävarna, växte genom guldrushen snabbt. De stora fyndigheterna fanns dock fem meter under den frusna marken och kunde endast nås genom att tända eldar som tinade den. 1899 hade guldletarna hittat guld för omkring 50 miljoner USA-dollar, vilket totalt sett endast täckte deras kostnader. Efter år 1900 sjönk produktionen kraftigt.